# Свен Келер
Свен Келер (нім. Sven Köhler, нар. 24 лютого 1966, Фрайберг) — німецький футболіст, що грав на позиції півзахисника. По завершенні ігрової кар'єри — тренер. З 2018 року очолює тренерський штаб команди «Ауербак».
Виступав, зокрема, за клуби «Хемніцер» та «Динамо» (Дрезден), а також національну збірну НДР.

## Клубна кар'єра
У дорослому футболі дебютував 1985 року виступами за команду «Хемніцер», у якій провів шістнадцять сезонів. 
У 2001 році перейшов до клубу «Динамо» (Дрезден), за який відіграв 2 сезони. Завершив професійну кар'єру футболіста виступами за команду «Динамо» (Дрезден) у 2003 році.

## Виступи за збірну
У 1989 році дебютував в офіційних матчах у складі національної збірної НДР.
Загалом протягом кар'єри в національній команді, яка тривала 1 рік, провів у її формі 2 матчі.

## Кар'єра тренера
Розпочав тренерську кар'єру, ще продовжуючи грати на полі, 2002 року, увійшовши до тренерського штабу клубу «Динамо» (Дрезден), де пропрацював з 2002 по 2005 рік.
У 2005 році став головним тренером команди «Динамо» (Дрезден), тренував дрезденський клуб один рік.
Протягом тренерської кар'єри також очолював команди «Галлешер» та «Хемніцер».
З 2018 року очолює тренерський штаб команди «Ауербак».
| Дата       | Місто | Господарі | Результат | Гості | Турнір            | Голи | Примітки |
| ---------- | ----- | --------- | --------- | ----- | ----------------- | ---- | -------- |
| 13/02/1989 | Каїр  | Єгипет    | 0 – 4     | НДР   | товариський матч  | -    | 46'      |
| 26/04/1989 | Київ  | СРСР      | 3 – 0     | НДР   | Відбір до ЧС 1990 | -    |          |
| Усього     |       | Матчів    | 1         |       | Голів             | 0    |          |